# Héricourt, Haute-Saône
Héricourt är en kommun i departementet Haute-Saône i regionen Bourgogne-Franche-Comté i östra Frankrike. Kommunen är chef-lieu över 2 kantoner som tillhör arrondissementet Lure. År 2022 hade Héricourt 10 525 invånare.

## Befolkningsutveckling
Antalet invånare i kommunen Héricourt
| Referens: INSEE |